# Anders Johansson
Anders Johansson (ur. 25 maja 1962 roku w Göteborgu) – szwedzki muzyk i kompozytor, multiinstrumentalista, znany głównie jako perkusista. Jest synem pianisty jazzowego Jana Johanssona, jego młodszy brat Jens również jest muzykiem.
W 1984 roku przeprowadził się do USA, by przyłączyć się do zespołu Yngwie Malmsteena. Wspólnie z nim nagrał 5 albumów (w tym jeden koncertowy) i odbył 5 tras koncertowych. Następnie zaczął pracować jako muzyk studyjny i koncertowy. Współpracował z wieloma różnymi zespołami. Nagrał także album solowy i album ze swoim bratem. Wystąpił też gościnnie na albumie The Great Fall zespołu Narnia. W 1999 roku dołączył do grupy Hammerfall podczas trasy koncertowej Legacy, najpierw jako sesyjny perkusista, następnie jako pełnoprawny członek zespołu. W październiku roku 2014 Anders wraz z Fredrikiem Larssonem, który grał jako basista opuścił zespół zaraz po wydaniu dziesiątego albumu Hammerfall pt. (r)evolution. Anders został zastąpiony przez Davida Wallina, natomiast na miejsce Larssona powrócił Stefan Elmgren, muzyk zespołu w latach 1997-2008.

## Wybrana dyskografia
| Hammerfall - Renegade (2000, Nuclear Blast) - Crimson Thunder (2002, Nuclear Blast) - One Crimson Night (2003, Nuclear Blast) - Chapter V: Unbent, Unbowed, Unbroken (2005, Nuclear Blast) - Threshold (2006, Nuclear Blast) - Masterpieces (2008, Nuclear Blast) - No Sacrifice, No Victory (2009, Nuclear Blast) - Infected (2011, Nuclear Blast) - (r)Evolution (2014, Nuclear Blast) |  | Silver Mountain - Shakin' Brains (1983, Roadrunner Records) - Breakin' Chains (2001, Avalon) Yngwie Malmsteen - Marching Out (1985, Polydor) - Trilogy (1986, Polydor) - Odyssey (1988, Polydor) |

Inne
- Anders Johansson – Shu-Tka (1993, Day Eight Music)[7]
- Jonas Hellborg Group featuring Anders Johansson, Jens Johansson – E (1993, Day Eight Music)[8]
- The Johansson Brothers – The Johansson Brothers (1994, Arctic Records)[9]
- Benny Jansson featuring Anders Johansson – Virtual Humanity (1995, Heptagon Records)[10]
- Johansson – Sonic Winter (1996, Canyon International)[11]
- Anders Johansson, Jens Johansson, Allan Holdsworth – Heavy Machinery (1996, Heptagon Records)[12]
- Anders Johansson – Red Shift (1997, Heptagon Records)[13]
- Johansson – The Last Viking (1999, Heptagon Records)[14]

## Filmografia
- Så jävla metal (2011, film dokumentalny, reżyseria: Yasin Hillborg)[15]